# Темп-3000
Науково-виробниче підприємство «Темп-3000» — українське підприємство, яке спеціалізується на засобах індивідуального захисту та колективного бронезахисту, виготовляє бронежилети, бронешоломи, костюми спеціального призначення, бронепластини, бронещити. Є членом Ліги оборонних підприємств України.

## Історія
Від початку війни на Сході України компанія стала головним постачальником обмундирування для українського війська.
На початку березня підприємство уклало чергову угоду на постачання засобів захисту для Міністерства оборони України. «Темп-3000» повинен був поставити Міноборони 20 тисяч бронежилетів, таку ж кількість шоломів і майже 30 тисяч чохлів. Загальна вартість угоди — третина мільярда гривень.
Надвечір 29 березня 2019 року на підприємстві сталася пожежа, загасити яку вдалося тільки вранці наступного дня. За повідомленням ДСНС, площа пожежі склала 1 тис. 500 м кв. Проте основне обладнання вціліло, тому тендер, за який вже хвилюються в Міноборони, вони повинні виконати вчасно.
Третього дня після пожежі було відновлено виробництво жорстких бронеелементів. Наразі ділянка вийшла на попередні потужності та може виготовляти 500 комплектів бронепластин щодоби. Також вже вдалося відновити роботу швейного цеху, який було знищено вогнем, і на початку цього тижня цех вийшов на планові обсяги виробництва продукції.
На черзі відновлення роботи цеху з виготовлення шоломів. Ремонтні бригади працюють над відновленням обладнання, яке суттєво постраждало від пожежі. У компанії сподіваються, що вже наступного тижня буде виготовлено першу партію шоломів.
За місяць компанія практично повністю відновила темпи виробництва захисних шоломів для ЗСУ після пожежі. Після відновлення основних ділянок виробництва, що постраждали внаслідок пожежі наприкінці квітня цього року, у компанії «Темп-3000» поставлено за мету відновити обсяги виробництва і досягти їхнього попереднього рівня.
Розпочавши відновлення підприємства не з нуля, а фактично з мінусової позначки, коли треба було перед тим як відновити постраждале обладнання, розібрати згарище та демонтувати безповоротно втрачені елементи верстатів та іншого устаткування, спеціалістам «Темп-3000» вдалося довести випуск продукції до рівня 2015 року. Вже у травні, під час виконання держзамовлення для ЗСУ, була зафіксована спроможність підприємства випускати до 400 шоломів на добу.
У 2014—2015 роках ціною фактично цілодобової роботи, на фронт уходило до 500 шоломів та 1000 бронежилетів щодоби.

## Продукція
- Балістичні шоломи
- Бронепластини
- Бронежилети прихованого та зовнішнього носіння
- Вибухозахисні костюми та екіпірування
- Тактичні захисні костюми
- Тактичне екіпірування
- Балістичні щити

## Експортні поставки
- США
- Велика Британія
- Азербайджан
- Гвінея
- Ірак
- Казахстан
- Кенія
- Молдова
- Перу
- Саудівська Аравія
- Сьєрра-Леоне
- Таджикистан
- Туркменістан
- Уганда
- Ефіопія